# Max Combemale
Pour les articles homonymes, voir Combemale.
Maxime "Max" Combemale, né le 6 avril 1908 à Athènes et mort le 13 août 1975 dans le 13e arrondissement de Paris, était un joueur français de tennis. Il est huitième de finaliste à Roland-Garros en 1939.

## Carrière
Il participe au tournoi de Roland-Garros de 1928 à 1933 puis de 1937 à 1939. Il atteint les 1/8 de finale en 1939 (tableau de 6 tours). 
Il joue à Monte-Carlo en 1927 et à Bruxelles en 1930.